# Dowa Holdings

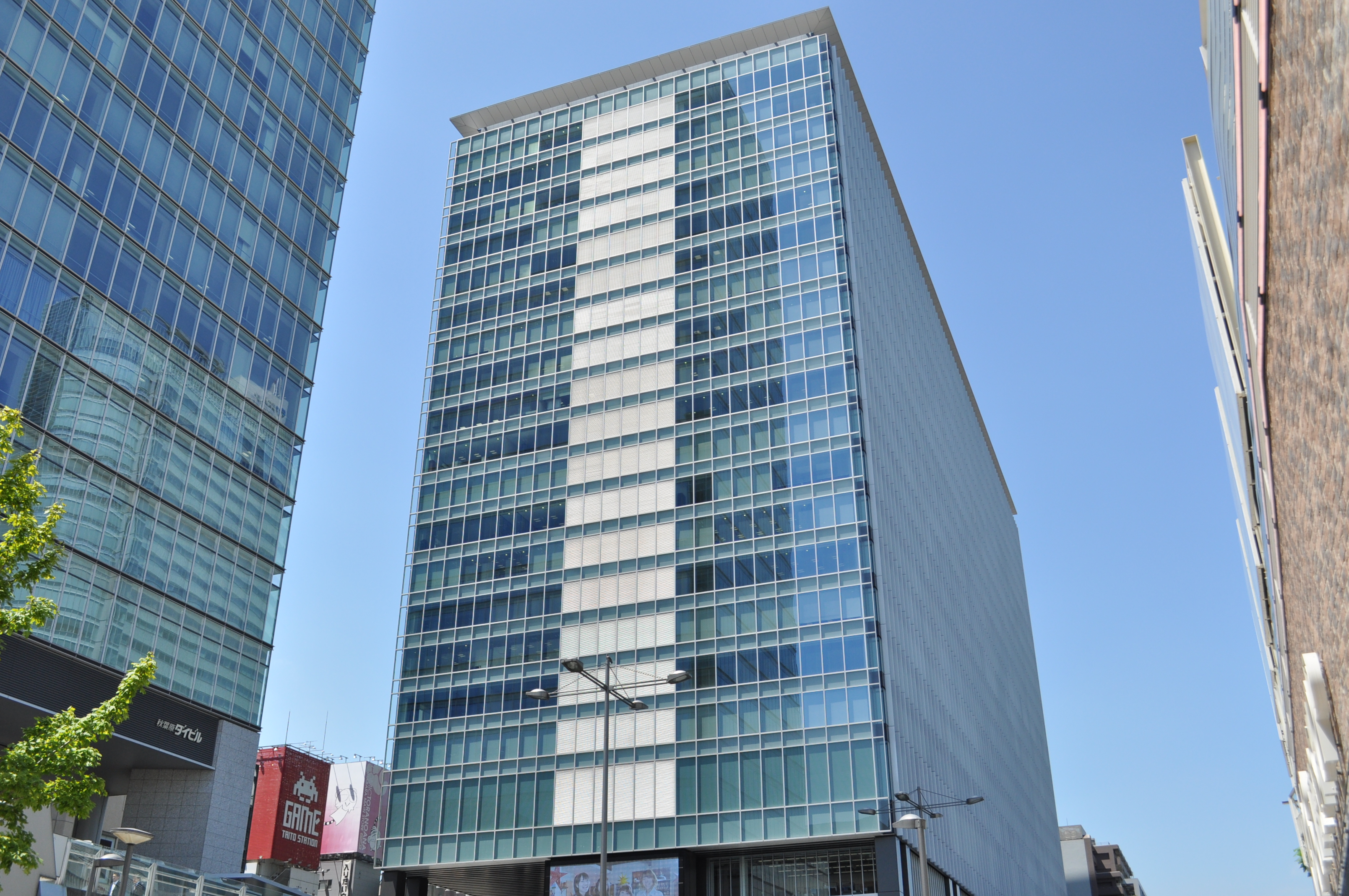
Akihabara UDX

Dowa Holdings (DOWAホールディングス株式会社 DOWA Hōrudingusu Kabushiki-gaisha?) é uma companhia metalúrgica japonesa, sediada em Tóquio.

## História
A companhia foi estabelecida em 1884.